# 似阿蒂迪杜父魚
似阿蒂迪杜父魚，為輻鰭魚綱鮋形目杜父魚亞目杜父魚科的其中一種。分布於西北太平洋區俄羅斯遠東地區的聖彼得灣海域，屬底棲性魚類，深度在水深29-70公尺，體長可達6公分，生活習性不明，可做為食用魚。

## 擴展閱讀
維基物種上的相關：似阿蒂迪杜父魚